# Bruno Varriano
Bruno Varriano, O.F.M.  (São Paulo, 25 de setembro de 1971) é um frade e prelado brasileiro da Igreja Católica, atual vigário patriarcal para o Chipre e bispo auxiliar do Patriarcado Latino de Jerusalém.

## Biografia
Recebeu a ordenação presbiteral pela Arquidiocese de Campobasso-Boiano (Itália) em 30 de agosto de 1997. Tendo entrado na Custódia da Terra Santa dos Frades Menores Franciscanos, fez a profissão solene em 5 de outubro de 2003.
Graduado em Formação Bíblica pelo Studium Biblicum Franciscanum de Jerusalém, obteve o doutorado em psicologia pela Pontifícia Universidade Salesiana com especialização em Psicotraumatologia pela LUMSA (Libera Universidade de Roma) e pela Policlínica Gemelli de Roma e a licenciatura em teologia espiritual pela Pontifícia Universidade Antonianum com especialização em Espiritualidade. É professor no STJ (Instituto Teológico de Jerusalém), da Pontifícia Universidade Antonianum de Roma, além de trabalhar como psicólogo clínico no Hospital Francês de Jerusalém.
Exerceu vários cargos na Custódia da Terra Santa, incluindo guia de peregrinos, Guardião do Convento de Nazaré, membro do Discretorium e da Comissão para a formação permanente. Em 19 de agosto de 2022 foi nomeado por Dom Pierbattista Pizzaballa como Vigário do Patriarcado Latino de Jerusalém para o Chipre. Assumiu seu novo mandato em 8 de dezembro do mesmo ano, Solenidade da Imaculada Conceição.
Em 9 de janeiro de 2024, o Papa Francisco o nomeou como bispo auxiliar do Patriarcado Latino de Jerusalém, atribuindo a sé titular de Écija. Recebeu a ordenação episcopal em 16 de março seguinte, no Filoxenia Conference Center em Nicósia, do cardeal patriarca latino de Jerusalém, Pierbattista Pizzaballa, coadjuvado pelo cardeal Fortunato Frezza, pelo arcebispo maronita de Chipre, Selim Jean Sfeir, além dos cardeais Américo Aguiar, bispo de Diocese de Setúbal, e do arcebispo de São Paulo, Odilo Scherer. Tornou-se assim o primeiro bispo latino a residir em Chipre depois de 340 anos.

## Obras
Frei Bruno Varriano é autor dos livros “Na Escola de Nazaré: tornando Sagrada a minha família” (2015), “O Bom Mestre de Nazaré: com o coração humano nos amou” (2016) e “Maria: Mãe da humanidade” (2018), publicados pela Canção Nova. Também apresentou o programa “Na Escola de Nazaré”, transmitido pela TV Canção Nova.